# Agostino Trapè
Pour les articles homonymes, voir Trape.
Agostino Trapè, né le 9 janvier 1915 à Montegiorgio et mort le 14 juin 1987 à Rome, est un religieux augustin, théologien italien et prêtre catholique, qui a consacré sa vie à l'étude de l'histoire et de la pensée de saint Augustin.

## Biographie
Né à Montegiorgio dans les Marches, le 9 janvier 1915, Agostino Trapè est ordonné prêtre à Rome le 25 juillet 1937. Il est diplômé en théologie systématique en 1938, à l'Université grégorienne, avec une thèse intitulée Le concours divin dans la pensée de Gilles de Rome, publiée à Tolentino en 1942.
Trapè a été professeur à l'Université pontificale du Latran de 1960 à 1983. Au Concile Vatican II, il fut l'un des experts (peritus), chargés notamment de préparer la constitution dogmatique Lumen Gentium, avant d'y prendre part en qualité de supérieur de son ordre.
Prieur général de l'Ordre des Augustins du 26 août 1965 au 10 septembre 1971, Agostino Trapè s'emploie à promouvoir la fondation de l'Institut Patristique Augustinianum.
Trapè a fondé et dirigé la Nuova Biblioteca Agostiniana qui s'occupe de la publication des œuvres complètes de saint Augustin dans une édition multilingue, ainsi que la série Corpus Scriptorum Augustianorum, qui publie les œuvres des philosophes scolastiques augustiniens.
Ses œuvres ont été traduites en plusieurs langues.

## Œuvres (en français)
- Saint Augustin : l'homme, le pasteur, le mystique, Fayard, Paris 1988, traduit de l'italien (1976).
- La Règle de saint Augustin commentée, Bellefontaine 1993.
- Le message de sainte Rita, 1994, traduit de l'italien (1986) et réédité chez Médiaspaul, Paris/Montréal (2005).